# Feminismo do Terceiro Mundo
Feminismo do terceiro mundo, feminismo terceiro-mundista ou feminismo pós-colonial é um subconjunto do feminismo que se desenvolveu como uma resposta ao fato de que o feminismo parecia concentrar-se exclusivamente sobre as experiências de mulheres em culturas ocidentais. Feminismo Pós-colonial tenta explicar a forma como o racismo e os efeitos políticos, econômicos e culturais duradouros do colonialismo afetam os não-brancos, as mulheres não-ocidentais no mundo pós-colonial. O feminismo Pós-colonial originou-se como uma reação à crítica das teóricas feministas dos países desenvolvidos. A crítica aponta as tendências universalizantes de ideias feministas tradicionais e argumenta que as mulheres que vivem em países não-ocidentais são deturpados.
O feminismo terceiro-mundista argumenta que, ao usar o termo "mulher" como um grupo universal, as mulheres são, então, ser definida apenas por seu gênero e não por classe social, raça, etnia ou orientação sexual. As feministas do terceiro mundo também trabalham para incorporar as ideias de indígenas, de outros povos do Terceiro Mundo, do marxismo e seus movimentos feministas no feminismo ocidental mainstream. O feminismo pós-colonial vem da ideia de que o feminismo em países do Terceiro Mundo não é importado do Primeiro Mundo, mas provém de ideologias internas e de outros fatores socioculturais.
Feminismo pós-colonial tem fortes laços com os movimentos indígenas e a teoria pós-colonial em geral. Ele também está intimamente associada com o feminismo negro porque ambos os feministas negras e as feministas pós-coloniais argumentar que o feminismo ocidental dominante não leva em conta adequadamente as diferenças raciais. Feminismo pós-colonial, o feminismo negro, e outras vertentes racialmente conscientes do feminismo têm lutado para adicionar diferenças raciais e étnicas entre as mulheres para o diálogo feminista. Segundo Gayatri Chakravorty Spivak, para as mulheres se emanciparem é necessário emancipar as nações primeiro. Existem muitos preconceitos de gênero queando se debate a descolonização no século XXI.

## História da teoria

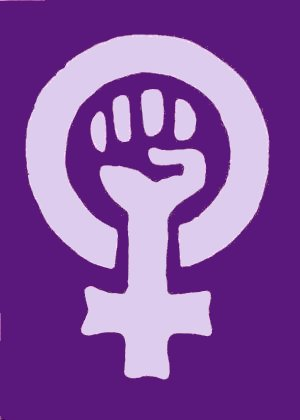
Logo feminista original em 1970

A história dos movimentos feministas modernos podem ser divididos em três ondas. Quando a Primeira onda do feminismo originada no final do século XIX, surgiu como um movimento entre as mulheres brancas, de classe média, do mundo desenvolvido que podiam razoavelmente ter acesso a todos os recursos, inclusive educação. Assim, a primeira onda do feminismo dirigida quase exclusivamente os problemas dessas mulheres que estavam relativamente bem de vida. Os primeiros movimentos oscilavam com foco em direitos absolutos, como o sufrágio universal e a quebra de outras barreiras à igualdade de género legal. Esta população não experimentou as realidades das mulheres de cor, que sentiu a força da opressão racial, ou mulheres economicamente desfavorecidas, que foram forçados a sair de casa e em empregos de Colarinho azul.
A Segunda onda do feminismo inspirou as mulheres a olhar para as lutas do poder sexista que existia dentro de suas vidas pessoais e ampliaram a discussão para incluir questões dentro do local de trabalho, questões de sexualidade, família e direitos reprodutivos. Assim, a teoria feminista durante o primeiro século de feminismo não conseguiu explicar as diferenças entre as mulheres em termos de raça e de classe que só abordou as necessidades e problemas dos brancos, das mulheres ocidentais que haviam iniciado o movimento. Nos últimos 20 anos, o feminismo pós-colonial surgiu como parte da Terceira onda do feminismo em conjunto com muitos outros movimentos feministas com base racial, a fim de refletir a diversidade da experiência vivida de cada mulher. Ao reconhecer as diferenças entre os diversos grupos de mulheres, o feminismo do terceiro mundo aborda o que alguns chamam de simplificação do feminismo ocidental como apenas uma resistência contra a opressão machista. O feminismo do terceiro mundo, por outro lado, refere-se também as questões de gênero a outras esferas de influência dentro da sociedade. A teoria do feminismo do terceiro mundo argumenta que o núcleo familiar e as relações sociais nas economias de subsistência de regiões agrárias pobres não pode ser explicada pelo marxismo.

## Teoria
O feminismo do terceiro mundo é uma corrente de pensamento relativamente nova, desenvolvendo principalmente a partir do trabalho dos teóricos terceiro-mundistas que se preocupam com a avaliação como diferentes relações colonial e imperial ao longo do século XIX, têm impactado a forma como determinadas culturas vêem a si mesmos. Esta estirpe particular do feminismo promove um ponto de vista mais amplo das camadas complexas de opressão que existem dentro de qualquer sociedade.
Feminismo pós-colonial começou simplesmente como uma crítica tanto o feminismo ocidental e teoria pós-colonial, mas depois tornou-se um método crescente de análise para tratar de questões-chave dentro de ambos os campos. Ao contrário da teoria pós-colonial mainstream, que incide sobre os impactos remanescentes que o colonialismo teve sobre a atual situação econômica e as instituições políticas dos países, teóricas feministas pós-coloniais estão interessados em analisar por que a teoria pós-colonial não aborda questões de gênero. O feminismo pós-colonial também procura iluminar a tendência do pensamento feminista ocidental a aplicar as suas reivindicações para todas as mulheres em todo o mundo, quando na realidade o escopo da teoria feminista é limitado. Desta forma, o feminismo pós-colonial tenta dar conta fraquezas percebidas dentro tanto a teoria pós-colonial e dentro do feminismo ocidental. O conceito de colonização ocupa diversos espaços dentro da teoria feminista pós-colonial; ele pode se referir ao ato literal da tomada das terras que adquiriram no passado ou a formas de escravidão social, político e econômico em uma sociedade. As feministas terceiro-mundistas também são críticas da ideia de "Aldeia Global", chamando isso de ""ilusão".
Chandra Talpade Mohanty, a principal teórica dentro do movimento, aborda esta questão em seu ensaio seminal "sob os olhos ocidentais." Neste ensaio, Mohanty afirma que as feministas ocidentais escrevem sobre as mulheres do Terceiro Mundo como uma construção composta, singular que é arbitrária e limitante. Ela afirma que estas mulheres são retratadas em escritos como vítimas de controle masculino e da cultura tradicional, sem incorporar informações sobre o contexto histórico e as diferenças culturais com o Terceiro Mundo. Isso cria uma dinâmica onde as funções do feminismo ocidental como a norma contra o qual a situação no mundo em desenvolvimento é avaliado.  A iniciativa principal de Mohanty é permitir que as mulheres do Terceiro Mundo terem força e voz dentro do reino feminista.

### Aplicação da teoria do feminismo no Terceiro Mundo
Os países que tiveram governo nacionalistas no terceiro mundo e mais especificamente no mundo árabe reduziram a taxa de mortalidade materna e infantil, elevaram a expectativa de vida das mulheres, e reduziu a taxa de natalidade. Depois da descolonização, a participação das mulheres no ensino superior se elevou. O país pioneiro no movimento feminista foi a Argentina, em que se criou o Partido Peronista Femenino para apoiar a campanha a presidência da Eva Perón. No Egito, se aprovou a lei do divórcio e existe cotas para mulheres na política. Na Líbia de Muammar al-Gaddafi, houve a proibição de acréscimo de casamentos se a esposa do momento não concordar. Também o governo líbio desencorajou o uso do Hijab. Existiram mulheres na Guerra de independência da Argélia que usaram burcas para contrabandear armamentos para guerrilheiros e mulheres na guerra de independência da Eritreia lutaram ao lado de homens.

## Relação com o feminismo ocidental
O feminismo do Terceiro Mundo é crítico de formas ocidentais de feminismo, nomeadamente o Feminismo radical e Feminismo liberal e sua universalização das experiências das mulheres. as Feministas terceiro-mundistas argumentam que a experiência das mulheres em culturas impactadas pelo colonialismo é muitas das vezes excessivamente diferente do que a das mulheres nos países ocidentais e deve ser reconhecido como tal. Feministas pós-coloniais podem ser descritas como as feministas que reagiram contra as duas tendências universalizantes no pensamento feminista ocidental e uma falta de atenção às questões de gênero no pensamento pós-colonial mainstream.
Semelhante a intersetorialidade, o feminismo do terceiro mundo começou a examinar as formas complexas que o gênero interage com outros sistemas de opressão e discriminação. O Feminismo pós-colonial começou como uma crítica ao fracasso do feminismo ocidental para lidar com a complexidade das questões feministas pós-coloniais, como representado na movimentos feministas do Terceiro Mundo. O movimento feminista do Terceiro Mundo critica o fracasso de feministas ocidentais a reconhecer que nem todas as mulheres vivem em seu ambiente político em particular e localização. Feministas pós-coloniais buscam incorporar a luta das mulheres no Terceiro Mundo para o movimento feminista mais amplo. Isto levou ao desenvolvimento do feminismo contemporâneo e sua intersetorialidade, tanto no âmbito do Terceiro Mundo e no mundo ocidental. A crítica central do feminismo terceiro-mundista é que os movimentos feministas ocidentais não conseguiram fornecer um guia para as mulheres no Terceiro Mundo. Este talvez inspirado o exame posterior da intersetorialidade no feminismo contemporâneo. É com base em experiências compartilhadas que as feministas de diferentes quadrantes políticos têm argumentado que isso às empurraram para a unidade, e às fizeram encontrar uma identidade entre as feministas nas várias disciplinas acadêmicas. No entanto, as mulheres no mundo em desenvolvimento experiência o legado sociocultural opressão, para além das questões políticas que estão emaranhadas com o processo de descolonização. Isso complica a luta dessas mulheres em termos de luta contra o patriarcado, em comparação com as feministas do mundo ocidental que não precisam de lutar contra estruturas coloniais. As feministas ocidentais e feministas fora do Ocidente também diferem muitas vezes em termos de raça e religião, o que não é reconhecido no feminismo ocidental e pode causar outras diferenças como a manipulação de características da sociedade patriarcal para fins revolucionários.
As feministas do terceiro mundo não concordam que as mulheres são um grupo universal. Assim, o exame do que verdadeiramente se liga mulheres juntas é necessário a fim de compreender os objetivos dos movimentos feministas e as semelhanças e diferenças entre as lutas das mulheres em todo o mundo. O objetivo da crítica feminista pós-colonial ao feminismo ocidental tradicional, é esforçar-se para compreender o envolvimento simultâneo em mais de uma batalha emancipatória distintas, mas interligadas. Isto é significativo uma vez que os discursos feministas são críticos e libertadores na intenção, e não são, assim, isentos de inscrição nas suas relações internas de poder. A esperança de feministas do terceiro mundo é que o movimento feminista mais amplo vai incorporar esses vastos leques de teorias, que são destinadas a alcançar uma perspectiva cultural para além do mundo ocidental, usando experiências das feministas do Terceiro Mundo.
Os Teóricos feministas da descolonização geralmente não são unificados em suas reações à teoria pós-colonial e do feminismo ocidental, mas como um todo, esses teóricos enfraqueceram significativamente os limites do feminismo mainstream, permitindo que ele se aplicasse a mulheres em muitos contextos culturais diferentes em todo o mundo, em vez de se concentrar apenas na típica mulher de classe média, de Inglês fluente no mundo desenvolvido, que só se manifesta a favor da luta contra o patriarcado.
A intenção do feminismo pós-colonial para reduzir homogeneização da língua é acoplado com uma estratégia global para incorporar as mulheres em ambos os países desenvolvidos e os países em desenvolvimento para o meio teórico. Há uma tendência ao longo de muitos campos acadêmicos de diferentes políticas e estratégias para usar modelos eurocêntricas ou ocidentais de sociedades como um quadro para o resto do mundo. Há movimentos feministas indígenas que ocorrem dentro de determinados contextos do país, mas este tipo de bolsa de estudos, muitas vezes passa despercebido no mundo ocidental. O feminismo terceiro-mundista trabalha para trazer as vozes das mulheres do Terceiro Mundo para a frente e permitir que suas críticas do feminismo ocidental e os seus próprios modelos feministas únicos para moldar a nossa noção moderna de feminismo.

## Relação com os movimentos pró-descolonização
Durante o período imperialista, os poderes coloniais, muitas vezes impunham normas ocidentais sob as regiões colonizadas. Muitas das sequelas do colonialismo permaneceu no local, mesmo após a colonização tivesse terminado. Os estudos pós-coloniais examinam os efeitos contínuos da colonização nos países descolonizados agora. Os movimentos feministas pós-coloniais olham para a história de gênero do colonialismo e como que continua a afetar o estatuto das mulheres de hoje. Em 1940 e 1950, após a formação da Organização das Nações Unidas, as ex-colônias foram monitoradas pelo Ocidente para o que foi considerado o progresso social. A definição de progresso social foi amarrado a adesão às normas socioculturais ocidentais. A situação das mulheres no mundo em desenvolvimento tem sido monitorado por organizações como as Nações Unidas. Como resultado, as práticas e os papéis ocupados por mulheres tradicionais, às vezes visto como de mau gosto por padrões ocidentais poderia ser considerado uma forma de rebelião contra a opressão colonial. Alguns exemplos disso são mulheres usando lenços na cabeça ou a mutilação genital feminina no continente africano, que geralmente são desencorajados pelas mulheres ocidentais, mas são vistos como práticas culturais legítimos em muitas partes do mundo. Assim, a imposição de normas culturais ocidentais pode desejar melhorar a situação das mulheres, mas tem o potencial de levar a um conflito.
O Pós-colonialismo pode fornecer uma saída para os cidadãos para debater várias experiências desde o período colonial. Estas podem incluir: "a migração, a escravidão, a opressão, a resistência, a representação, diferença, raça, sexo, local e as respostas aos discursos influentes da Europa imperial." As feministas do terceiro mundo vêem  paralelos entre as nações recentemente descolonizados e o estado de mulheres dentro do patriarcado. Ambos levam a "perspectiva de um subgrupo socialmente marginalizados em sua relação com a cultura dominante". Desta forma, o feminismo e pós-colonialismo pode ser visto como tendo um objetivo similar ao dar voz àqueles que foram sem voz no tradicional e dominante ordem social.
Outro efeito colateral do colonialismo é que às vezes resulta na glorificação da cultura pré-colonial. Em muitos lugares, a cultura pré-colonial tinham tradições de poder estratificação ao longo de linhas de gênero, e as mulheres tinham muito pouca energia. Assim, o impulso para trás contra o poder colonial poderia levar à aceitação de inerente a desigualdade de gênero na sociedade e uma recusa para tentar mudar isso para dar mais poder às mulheres. Uma forma que as feministas pós-coloniais desejam lutar contra esta desigualdade de gênero arraigada é colocando questões de gênero no discurso pós-colonial, e forçando assim teóricos pós-coloniais para começar a abordar as questões das mulheres em suas teorias.

## Feminismo do Terceiro Mundo e raça

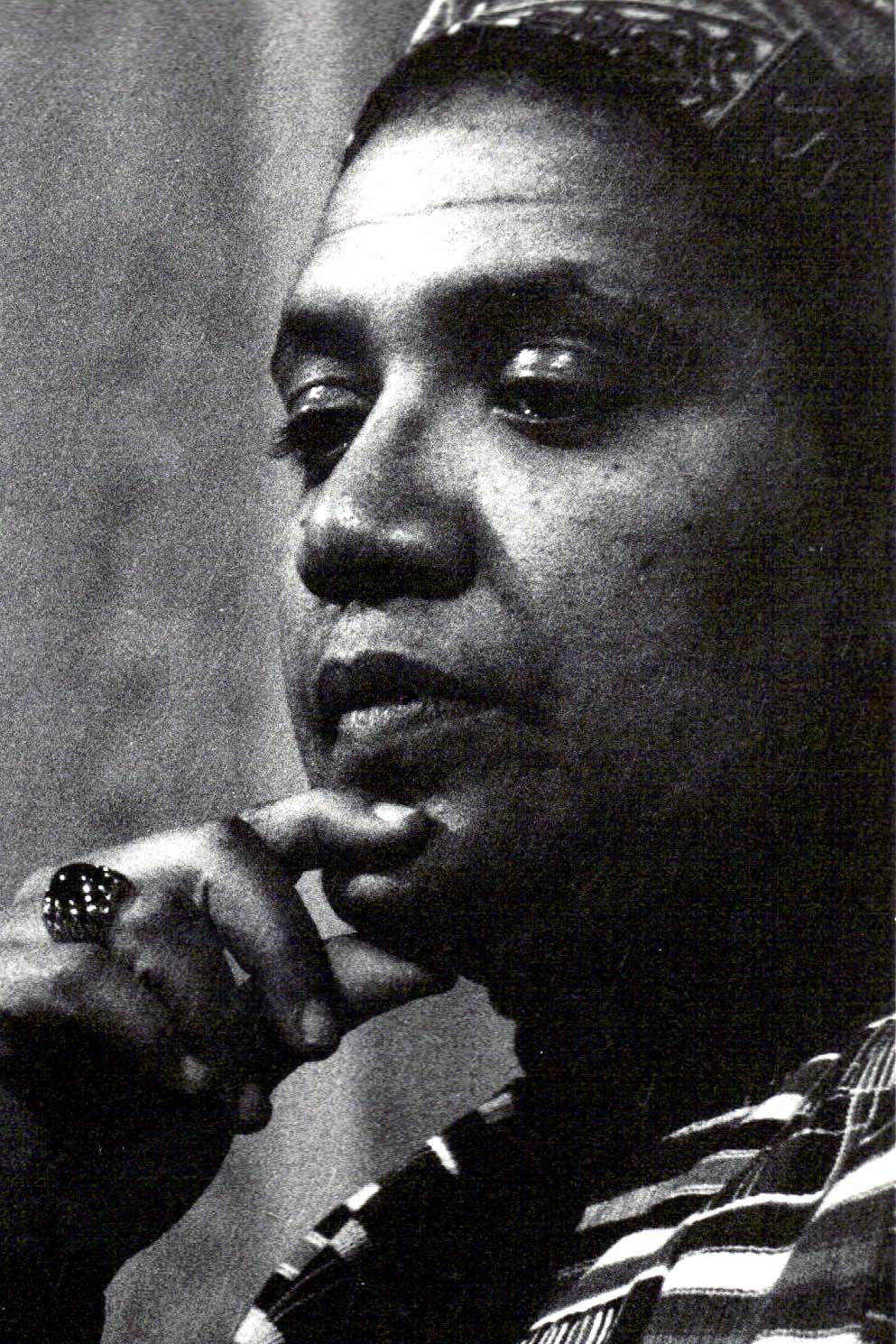
Audre Lorde escreveu sobre feminismo do terceiro mundo e raça.

O racismo tem um papel importante a desempenhar na discussão do feminismo pós-colonial. Feministas pós-coloniais procurar resolver o conflito étnico e racismo que que seguem o período colonial, e para colocar estas questões em discurso feminista. No passado, o feminismo ocidental dominante tem evitado a questão da raça, relegando-a para uma questão secundária atrás do patriarcado e um pouco separado do feminismo. A raça não era vista como um problema que as mulheres brancas tinham necessidade de enfrentar.
O feminismo do terceiro mundo tenta evitar falar como se as mulheres eram uma população homogênea, sem diferenças de raça, preferência sexual, classe, ou mesmo idade. A noção de brancura, ou a falta dela, é uma questão-chave dentro do movimento feminista pós-colonial. Isto é principalmente devido à relação percebida entre o feminismo terceiro-mundista e de outros movimentos feministas com base racial, especialmente o feminismo negro. Nas sociedades ocidentais, o racismo é muitas vezes visto como uma faceta institucionalizada, entranhado da sociedade. Feministas pós-coloniais querem forçar a teoria feminista para abordar como os indivíduos podem reconhecer pressupostos racistas, práticas e preconceitos dentro de suas próprias vidas e tentar deter sua perpetuação através desta consciência. Os conceitos de machismo e feminismo surgem no colonialismo do século XXI.

## Críticas
Como o feminismo pós-colonial é em si uma crítica do feminismo ocidental, a crítica do feminismo pós-colonial é melhor compreendido como um impulso para trás do feminismo ocidental em defesa dos seus objetivos. Uma maneira em que o movimento feminista ocidental critica o feminismo pós-colonial é, alegando que quebrar as mulheres em grupos menores para lidar com as qualidades únicas e diversidade de cada indivíduo faz com que todo o movimento do feminismo a perder efeito e poder. Essa crítica afirma que o feminismo do terceiro mundo é divisivo, argumentando que o movimento feminista global será mais forte se as mulheres podem apresentar uma frente unida.
Mesmo os movimentos que reconhecem as diferenças entre os diferentes grupos de mulheres que os defensores do feminismo do terceiro-mundista, podem, por vezes, criticam a abordagem feminista pós-colonial. Por exemplo, um argumento é que as mulheres ocidentais podem expressar de forma mais eficaz a voz das mulheres do Terceiro Mundo a partir de uma perspectiva feminista do que as mulheres podem sair da pobreza comum no Terceiro Mundo, devido a fatores como o maior acesso à educação e recursos.
Outra crítica do feminismo pós-colonial é a mesma crítica que o feminismo pós-colonial tem para o feminismo ocidental. Como o feminismo ocidental, o feminismo dos países subdesenvolvidos também estão em perigo de ser etnocêntrica, limitado por apenas abordar o que está acontecendo em sua própria cultura, em detrimento de outras partes do mundo. Algumas críticas do feminismo do terceiro mundo de dentro do próprio movimento argumentam que ela seria mais forte se pudesse transcender os limites do nacionalismo e se focar mais nas semelhanças, e não apenas diferenças.
A ascensão da mulheres na política no terceiro mundo é descrita pelo jornalista da Rede Globo e especialista em relações internacionais, Caio Blinder:
"Politicamente, ela (Rania) e as outras piranhas são intragáveis. Todas elas têm uma fachada de modernização desses regimes - ou seja, não querem parecer que são realeza parasita e nem mulher muçulmana submissa. Isso é para vender para o Ocidente, enquanto os maridos estão lá, batendo e roubando".
Existiram mulheres na Guerra de independência da Argélia que usaram burcas para contrabandear armamentos para guerrilheiros e mulheres na guerra de independência da Eritreia lutaram ao lado de homens.